# Миреаса (Констанца)
Миреаса (рум. Mireasa) насеље је у Румунији у округу Констанца у општини Таргушор. Oпштина се налази на надморској висини од 103 m.

## Становништво
Према подацима из 2002. године у насељу је живело 372 становника, од којих су сви румунске националности.